# Flughafen Lwiw

i8
i11
i13
Der Flughafen Lwiw (ukrainisch Міжнародний аеропорт Львів Mischnarodnyj aeroport Lwiw; IATA-Code: LWO, ICAO-Code: UKLL) ist ein internationaler Verkehrsflughafen bei Lwiw, deutsch Lemberg, im Westen der Ukraine, welcher seit 2012 nach Fürst Daniel von Galizien (Danylo Halytskyi) benannt ist.

## Geschichte
Lemberg, das nach 1918 im östlichen Polen lag, hatte bis 1925 nur den innenstadtnahen, direkt hinter dem Bahnhof Lemberg liegenden und nur für kleine Flugzeuge geeigneten Flughafen Lewandówka (heute Lewandiwka). Danach begann man im Dorf Skniłów (heute Lemberger Stadtteil Skniliw) mit dem Bau eines neuen Flugfeldes. Dieses umfasste ein kreisförmiges Gelände mit dem Durchmesser von ca. 1000 m. Im Jahre 1929 erbaute man das erste Empfangsgebäude. Fortan landeten dort die Flugzeuge der LOT auf der Verbindung nach Warschau und seit dem 1. Juni 1930 nach Bukarest, wobei Letztere 1938–1939 ebenso von der rumänischen LARES bedient wurde. Im Jahre 1930 erbaute man einen Hangar und 1936 auf dem bisher unbefestigtem Flugplatz zwei sich kreuzende Landebahnen (von denen eine bis heute in Betrieb ist).
Vor dem Zweiten Weltkrieg diente er der polnischen Luftwaffe als Basis für das 6. Luftregiment. Nachdem er zwischen 1939 und 1941 im Zuge der sowjetischen Besetzung Ostpolens in der Ukrainischen Sozialistischen Sowjetrepublik gelegen war, wurde er nach Beginn des deutschen Überfalls auf die Sowjetunion von den Deutschen besetzt und ab September 1941 als Fliegerhorst der Luftwaffe der Wehrmacht genutzt.
Die folgende Tabelle zeigt eine Auflistung ausgesuchter fliegender aktiver Einheiten (ohne Schul- und Ergänzungsverbände) der Luftwaffe, die hier zwischen 1941 und 1944 stationiert waren.
| von            | bis            | Einheit                                                     | Ausrüstung                                                                              |
| -------------- | -------------- | ----------------------------------------------------------- | --------------------------------------------------------------------------------------- |
| September 1941 | September 1941 | 5.(H)/Aufkl.Gr. 21 (5. Staffel der Nahaufklärungsgruppe 21) |                                                                                         |
| Februar 1942   | Februar 1942   | KGr. z.b.V. 7 (Kampfgruppe zur besonderen Verwendung 7)     | Junkers Ju 52/3m, Junkers Ju 86                                                         |
| Februar 1943   | April 1943     | I./KG 100 (I. Gruppe des Kampfgeschwaders 100)              | Heinkel He 111H-6, Heinkel He 111H-11, Heinkel He 111 H16,                              |
| Oktober 1943   | November 1943  | I./SG 77 (I. Gruppe des Schlachtgeschwaders 77)             | Junkers Ju 87D                                                                          |
| Januar 1944    | März 1944      | II., III./KG 27                                             | Heinkel He 111H-16, Heinkel He 111H-20                                                  |
| Februar 1944   | März 1944      | 2.(F)/Aufkl.Gr. 100                                         | Junkers Ju 188F                                                                         |
| März 1944      | März 1944      | 2.(F)/Aufkl.Gr. 11                                          | Junkers Ju 88D-1                                                                        |
| März 1944      | April 1944     | II./JG 52 (II. Gruppe des Kampfgeschwaders 52)              | Messerschmitt Bf 109G                                                                   |
| März 1944      | März 1944      | Stab, I./KG 27                                              | Heinkel He 111H-16, Heinkel He 111H-20                                                  |
| März 1944      | April 1944     | IV./TG 1 (IV. Gruppe des Transportgeschwaders 1)            | Junkers Ju 52/3m                                                                        |
| März 1944      | Mai 1944       | III./SG 77                                                  | Junkers Ju 87D-3, Junkers Ju 87D-5                                                      |
| März 1944      | Juli 1944      | II./SG 77                                                   | Focke-Wulf Fw 190A-6, Focke-Wulf Fw 190F-2, Focke-Wulf Fw 190F-3, Focke-Wulf Fw 190G-3, |
| April 1944     | April 1944     | IV./JG 54                                                   | Messerschmitt Bf 109G-6                                                                 |
| Juli 1944      | Juli 1944      | 7.(H)/Aufkl.Gr. 32                                          | Focke-Wulf Fw 189A-2, Focke-Wulf Fw 189A-3, Henschel Hs 126B-1                          |

2002 ereignete sich dort das Flugtagunglück von Lemberg.
Im Zuge der Vorbereitungen auf die Fußball-Europameisterschaft 2012 wurde der Flughafen Lwiw ausgebaut und modernisiert. Ab April 2011 war die einzige Start- und Landebahn wegen Bauarbeiten über längere Zeit von etwa 2500 m auf 1600 m deutlich verkürzt. Dies führte dazu, dass nicht mehr alle bisherigen Flugzeugtypen den Flughafen anfliegen konnten. Aus diesem Grund erfolgten bei mehreren Fluggesellschaften Umdisponierungen. Die Billigfluggesellschaft Wizz Air hatte den Betrieb ab Lemberg während der Baumaßnahmen vorübergehend ganz eingestellt, da deren Airbus A320-200 nicht mehr starten konnten und keine alternativen Flugzeugmuster in der Flotte von Wizzair bereitstanden. Lufthansa bediente den Flughafen Lwiw mit einer Avro RJ85 ab München, die auch auf kürzeren Pisten starten und landen kann.

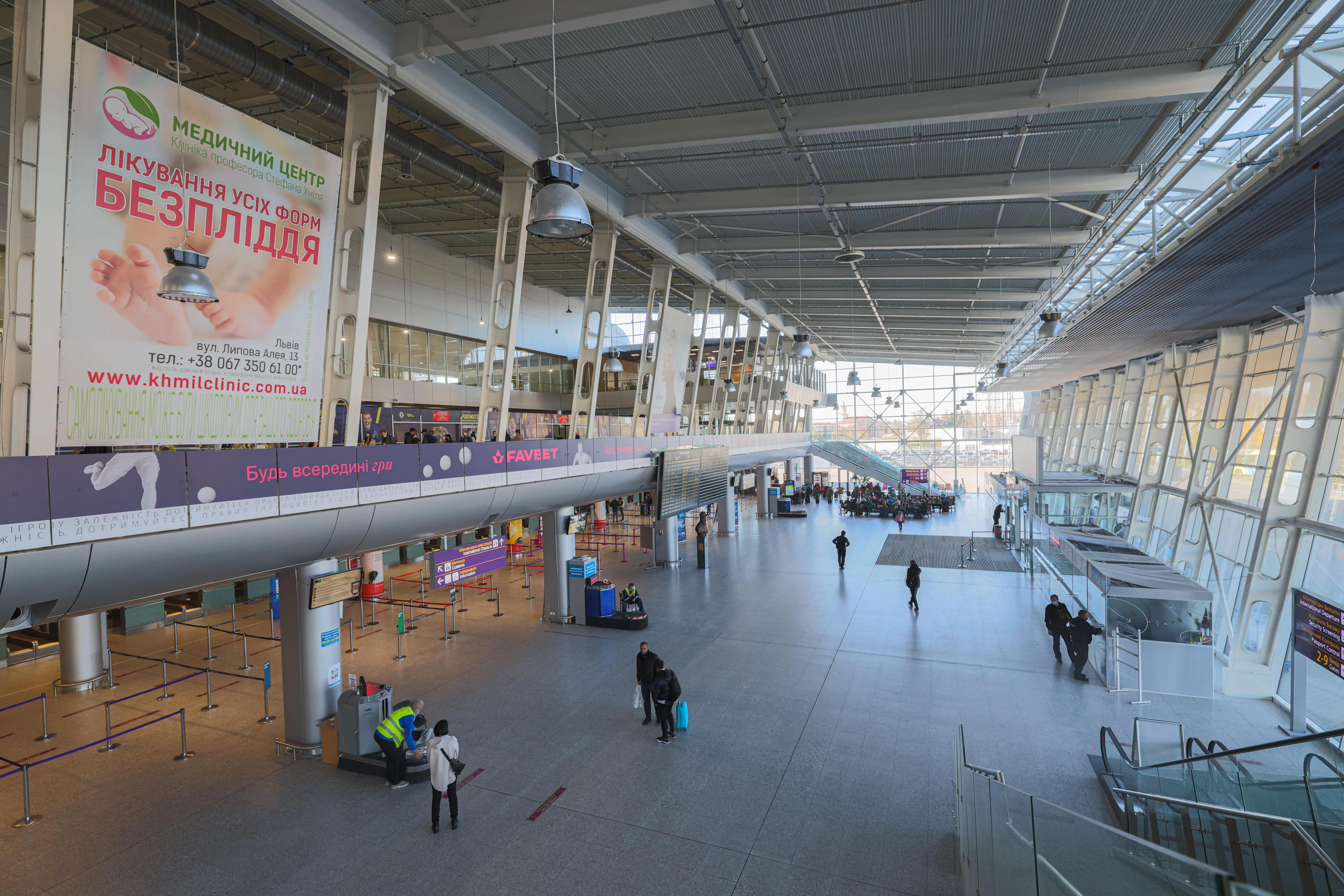
Flughafen Lemberg, Innenaufnahme des Terminals aus dem Jahr 2021

## Lage und Verkehrsanbindung
Der Flughafen liegt etwa 6 km südwestlich der Innenstadt von Lemberg und ist über eine Straßenanbindung beispielsweise mit Linienbussen und Taxis erreichbar.

## Zwischenfälle
- Am 16. November 1959 verunglückte eine Antonow An-10 der sowjetischen Aeroflot (Luftfahrzeugkennzeichen CCCP-11167) auf dem Inlandslinienflug von Moskau nach Lwiw wegen Vereisung. Die Maschine stürzte im Landeanflug 2100 Meter vom Zielflughafen Lwiw entfernt ab, nachdem die Landeklappen auf die Stellung 45 Grad ausgefahren worden waren. Alle 40 Insassen wurden getötet, acht Besatzungsmitglieder und 32 Passagiere (siehe auch Aeroflot-Flug 315).[6]

- Am 26. Februar 1960 verunglückte eine Antonow An-10A der Aeroflot (CCCP-11180) auf der Route von Moskau nach Lwiw. Wegen Vereisung stürzte die Maschine im Landeanflug 1400 Meter vom Zielflughafen Lwiw entfernt in einen Sumpf, nachdem die Landeklappen auf die Stellung 45 Grad ausgefahren worden waren. Dabei kamen 32 der 33 Insassen ums Leben. Es wird angenommen, dass die Höhenflosse vereist war, was zum Kontrollverlust führte (siehe auch Aeroflot-Flug 315).[7]

- Am 23. Dezember 1973 verunglückte eine Tupolew Tu-124W der Aeroflot (CCCP-45044) auf dem Flug nach Kiew. Kurz nach dem Start vom Flughafen Lwiw löste sich eine Verdichterschaufel im linken Triebwerk, wodurch es zu heftigen Vibrationen kam, die wiederum eine Treibstoffleitung zerrissen. Daher brach ein Feuer im Rumpfheck aus. Es kam zum Absturz bei Wynnyky, 13 Kilometer östlich des Startflughafens, wobei alle 17 Insassen starben, die sechs Besatzungsmitglieder und 11 Passagiere.[8]
- Am 18. März 2022 während der russischen Invasion in der Ukraine wurde der Flughafen von russischen Marschflugkörpern angegriffen. Dabei wurde eine Anlage zerstört, in der Flugzeuge repariert wurden. Ukrainischen Berichten zufolge erreichten nur vier ihr Ziel, zwei konnten abgefangen werden.[9]

## Statistiken

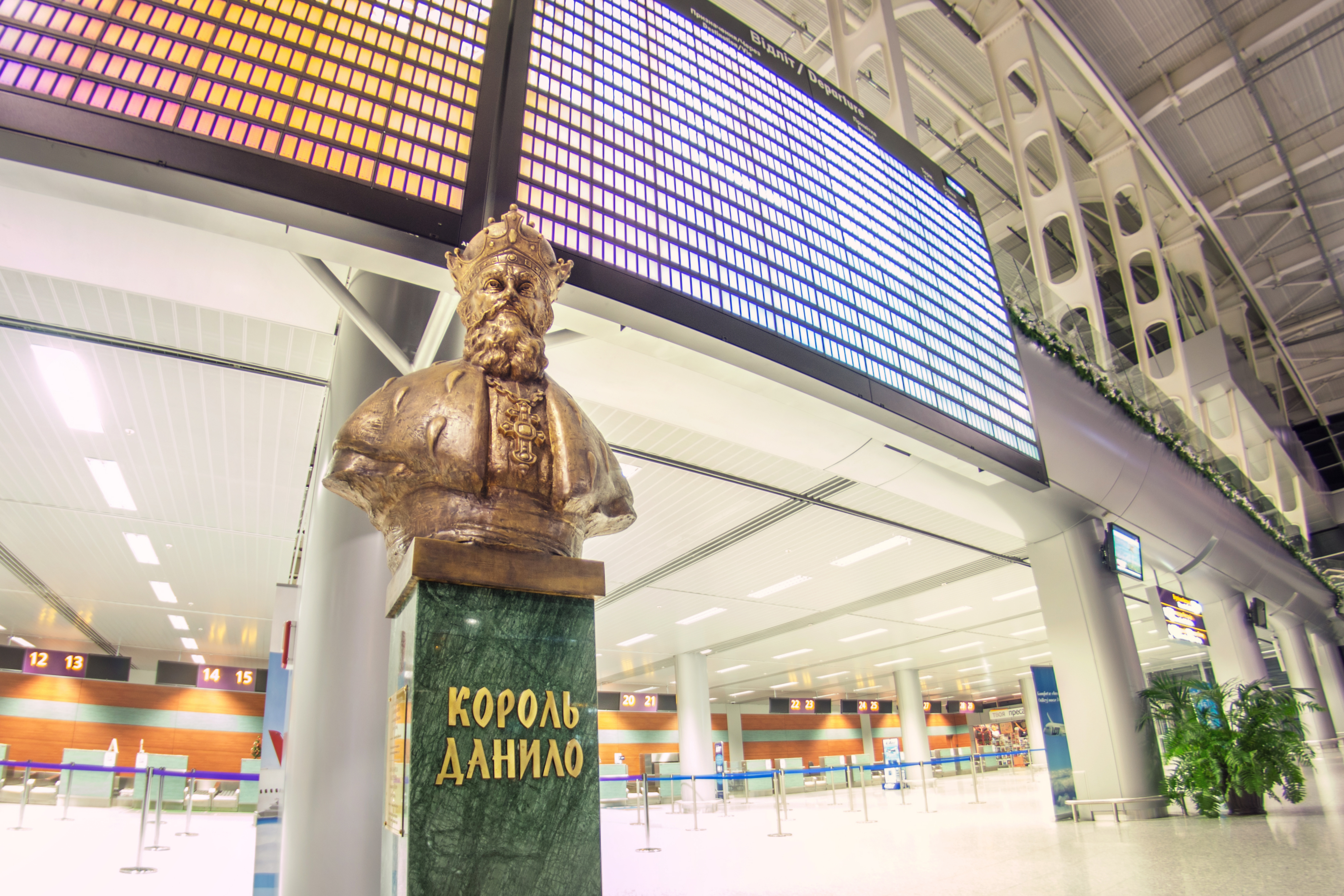
Büste von Danylo Halytskyi im neuen Terminal

| Jahr | Passagiere | Änderung |
| ---- | ---------- | -------- |
| 1999 | 35.000     | -        |
| 2002 | 110.200    | -        |
| 2003 | 144.100    | 35,8 %   |
| 2004 | 198.200    | 35,5 %   |
| 2005 | 235.900    | 19,0 %   |
| 2006 | 278.200    | 18,0 %   |
| 2007 | 427.100    | 52,4 %   |
| 2008 | 532.100    | 25,5 %   |
| 2009 | 452.300    | 15,0 %   |
| 2010 | 481.900    | 6,5 %    |
| 2011 | 297.000    | 38,4 %   |
| 2012 | 576.000    | 94,0 %   |
| 2013 | 700.800    | 21,0 %   |
| 2014 | 585.200    | 16,5 %   |
| 2015 | 570.570    | 2,5 %    |
| 2016 | 738.000    | 29,4 %   |
| 2017 | 1.080.000  | 46,3 %   |
| 2018 | 1.597.700  | 48,0 %   |
| 2019 | 2.217.400  | 38,8 %   |